# Grethe Kolbe
Grethe Inga Kolbe (12. december 1910 på Frederiksberg – 13. maj 1997 sammesteds) var en dansk dirigent og kapelmester.
Som verdens første fastansatte kvindelige kapelmester stod hun i årene fra 1950 til 1980 i spidsen for Radiounderholdningsorkestret. Grethe Kolbe havde sin uddannelse fra Det Kgl. Danske Musikkonservatorium, hvor hun studerede violin med Thorvald Nielsen, Peder Møller og Ludvig Gunder. Direktion studerede hun med Svend Christian Felumb. Hun ledede i mere end tyve år sit eget orkester, Grethe Kolbes orkester, i København. Orkestret bestod af professionelle musikere i samspil med musikstudenter og dygtige amatørmusikere. Grethe Kolbe havde flair for den lettere musik. Med sin sikre temposans var hun en ideel samarbejdspartner for medvirkende solister, og hendes slagteknik var distinkt og tydelig. I sine sidste år på Danmarks Radio dirigerede hun ikke Radiounderholdningsorkestret, men stod til rådighed for ledelsen som konsulent.

## Ekaterne henvisninger
- Grethe Kolbe på gravsted.dk